# Сонода Ісаму
Ісаму Сонода (яп. 園田 勇; нар. 4 листопада 1946) — японський дзюдоїст, олімпійський чемпіон 1976 року, чемпіон світу.

## Виступи на Олімпіадах
| Олімпіада     | Дисципліна | Місце |
| ------------- | ---------- | ----- |
| Монреаль 1976 | до 80 кг   | 1     |